# Mikel Angel Lertxundi
Mikel Angel Lertxundi Argoitia (Berriatúa, Vizcaya, 29 de enero de 1951) es un escultor español.

«Es un autor que continúa la senda analítica del movimiento de la Escuela Vasca, pero tampoco rehuye la representación en los homenajes a personas destacadas en el campo de la literatura en euskera»
Xabier Sáenz de Gorbea, 2007

## Biografía
Mikel Angel Lertxundi Argoitia nace en Berriatúa en 1951. 
En 1972 inicia su andadura artística. En 1974 realiza su primera exposición. 
En 1980 viaja a París con una Beca de Creación e Investigación de las Artes Plásticas otorgada por la llamada entonces Caja de Ahorros de Vizcaya. Desde que en 1978 expone en la Bienal de Escultura de Valladolid sus primeras obras realizadas con piedra, madera y hierro, tal ensamblaje de materiales se convertirá en la fuerza motriz de su espíritu creador e investigador y en lenguaje o modo de expresión que en los últimos veinte años llegará al espectador complementado con los elementos agua, aire y fuego. Todo ello y siempre dirigido a una constante: a la búsqueda del equilibrio. En 1988 escribe y publica un libro-ensayo trilingüe sobre su pensamiento y obra titulado Lertxundi arte universal en euskara que es galardonado con el Premio Euskadi a la mejor edición. 
En 1989 viaja en el marco de un intercambio cultural a EE. UU dónde volverá en años sucesivos a exponer su obra. Las llanuras de Utah, California y Nevada calarán en su percepción del espacio y en su pensamiento creador. Ha intervenido en la recuperación de la cantera de Txepetxabixe en Marquina-Jeméin, Vizcaya convirtiéndolo en un singular lugar de ocio y encuentro con la naturaleza. 
Ha expuesto su obra en las importantes ferias como ARCO (Madrid), Feria Iberoamericana de Arte - FIA (Caracas), Art Miami (Miami) y Nippon International Contemporary Art Fair - NICAF (Yokohama) y en numerosas entidades y galerías estatales e internacionales. Cuenta con una importante representación en escultura pública monumental en el estado y en el extranjero.

## Exposiciones individuales
Algunas de sus exposiciones a nivel individual son:
- 1990 Galería Sheppard. Reno. U.S.A. Galería A. Allen. Salt Lake City. U.S.A.
- 1991 Hotel Regina ou Golf. Biarritz. Francia.
- 1993 Lichthof des Alten Rathauses. Pforzheim. Alemania. Orgelfabrik Durlach. Karlsruhe. Alemania.
- 1994 Galería Olaetxea. San Sebastián.
- 1998 Galería Juan Manuel Lumbreras. Bilbao.
- id. Galería Adriana Schmidt. Colonia. Alemania.
- 2000 Fundación Bilbao Vizcaya Kutxa. Bilbao.
- 2004 “Espacios, no vacíos”. Galería Juan Manuel Lumbreras. Bilbao.
- 2006 “En busca del equilíbrio” exposición de escultura al aire libre. Monasterio de Zenarruza. Ziortza-Bolibar.
- id. “Paisajes-escultura”. Centro cultural Uhagón. Markina-Xemein.
- 2007 “De la forma a la esencia”. Galería Juan Manuel Lumbreras. Bilbao. Galería Kur. San Sebastián.

## Exposiciones colectivas
De las exposiciones en las que ha participado junto a otros artistas cabe destacar:
- 1994 “Art-Mach” Instituto Goethe. (Galería Ars Movendi-Alemania). Chicago. U.S.A.
- 1995 NICAF 95. (Galería Jain Marunouchi- New York). Yokohama. Japón. Con curso de esculturas y murales para el metro. Casa del reloj. Valencia. Certamen de Arte Vitoria. Antiguo depósito de aguas. Vitoria.
- 1997 Concurso de esculturas para el paseo marítimo. Sanz Enea. Zarauz.
- 1998 “Chillida, Solano, Palazuelo, Plensa, Varas, Lertxundi “. Galería Adriana Schmidt. Stuttgart. Alemania. Parque de esculturas Adriana Schmidt. Stuttgart. Alemania. 1999 FIA 99. (Galería Adriana Schmidt-Alemania). Caracas. Venezuela. ARCO 99. (GalerIa Adriana Schmidt-Alemania). Madrid.
- 2000 ARCO 00. (Galería Adriana Schmidt-Alemania). Madrid.
- 2002 ARCO 02. (Galería Adriana Schmidt-Alemania). Madrid. ART MIAMI 02. (Galería Adriana Schmidt-Alemania). Miami. EE. UU.
- 2005 “Fundiarte”. Bilbao Exhibition Centre. Baracaldo.

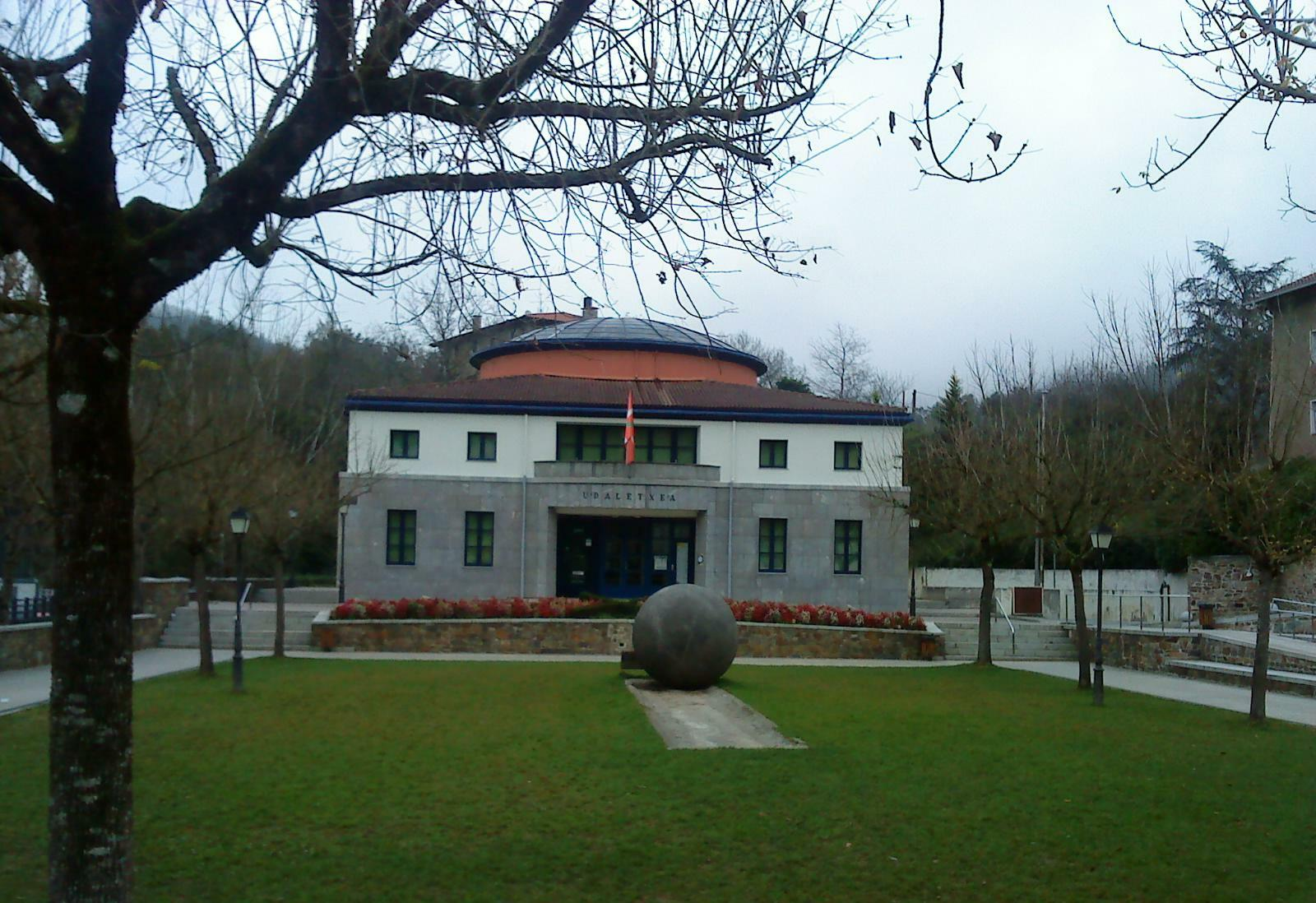
Fachada del ayuntamiento de Echevarría (Vizcaya) mostrando delante la escultura de Mikel Lertxundi llamada "Indargei".

## Esculturas públicas
De sus esculturas públicas mencionar:
- 1986 “Herri bat” (en español, Un país). Relieve sobre el pavimento en la Herriko Plaza de Arbacegui (Munitibar) en Vizcaya.[2]
- id. “Indargei”. Herriko Plaza de Echevarría (Vizcaya).[3]
- 1993 “Oreka, Naturaren hildotik” (en español, Equilibrio, por la senda de la Naturaleza). Alto de Trabakua. Vizcaya.[4]
- id. “Camino del equilibrio” en los Jardines del ayuntamiento de Reno (Nevada), EE. UU.
- 1994 “Orekatik bizia” (en español, La vida a través del equilibrio) . Acceso al Puerto de Ondarroa. Vizcaya.[5]
- 1996 “Naturaren kompasera” (en español, Al compás de la Naturaleza). Jardines del polideportivo. Máquina (Vizcaya).[6]
- id. Busto dedicado a Aita Santi Onaindia, en los jardines del convento de los Carmelitas de Zornoza (Vizcaya).[7]
- 1997 “En su ir y venir” en el Paseo Marítimo de Zarauz en Guipúzcoa.
- 1998 “Toparri - Meeting Stone” (en español, Piedra de Encuentro) en el Cementerio de Netley Royal Victoria Country Park en Hampshire (Inglaterra).[8]
- 2003 “A la luz del equilibrio”. Urbanización Fundación Orue. Amorebieta. Vizcaya.
- 2004 “Puerta del equilibrio”. Parque del Palacio de Sobrellano. Comillas. Cantabria.
- 2006 “Memoria”. Jardines de Labakua. Elorrio. Vizcaya.
- 2007 “S.T. (1985-2006)”. Jardines de Kurutziaga. Durango (Vizcaya).[9]
- id. “Mirada”. Cueva de El Soplao (Cantabria).
- id. “Porta”. Parque del ayuntamiento de Bérriz (Vizcaya.)[10]